# Lublinská církevní provincie

Lublinská církevní provincie

Lublinská církevní provincie je jedna z čtrnácti církevních provincií římskokatolické církve na území Polské republiky.
Byla vytvořena dne 25. března 1992 papežskou bulou Totus Tuus Poloniae populus.
Území provincie se člení na tyto diecéze:
- Arcidiecéze lublinská (vznik 1805; do 1818 část Lvovské církevní provincie, v letech 1818–1992 část Varšavské církevní provincie)
- Diecéze sandoměřská (vznik 1818, do 1992 část Varšavské církevní provincie)
- Diecéze siedlecká (vznik 1818 jako diecéze janowská neboli podlaská, zrušena de facto 1867 a de iure 1889, obnovena 1918, od 1924 pod nynějším jménem; do 1992 část Varšavské církevní provincie)

V čele Lublinské církevní provincie stojí arcibiskup-metropolita lublinský, v současnosti (od roku 2011) Stanisław Budzik.